# Taşlıçay, Gülyalı
Taşlıçay là một xã thuộc huyện Gülyalı, tỉnh Ordu, Thổ Nhĩ Kỳ. Dân số thời điểm năm 2010 là 479 người.